# Ferdinando IV a caccia di folaghe sul lago di Fusaro
Il Ferdinando IV a caccia di folaghe sul lago di Fusaro è un dipinto olio su tela di Jakob Philipp Hackert, realizzato nel 1783 e conservato all'interno del Museo nazionale di Capodimonte, a Napoli.

## Storia e descrizione
Incaricato da Ferdinando I delle Due Sicilie di decorare, nel 1783, con un ciclo di pitture raffiguranti le Quattro stagioni, andate in seguito distrutte a causa degli eventi del 1799, la sala rotonda del secondo piano della casina progettata da Luigi Vanvitelli e completata dal figlio Carlo sul Fusaro, Jakob Philipp Hackert coglie l'occasione di ritrarre una battuta di caccia del re in corso di svolgimento sul lago. La pittura si trova nella sala 43, nella zona degli Appartamenti Reali della reggia di Capodimonte.
L'opera risulta essere puramente documentarista, senza aver alcun intento celebrativo: si può quindi dedurre che sia oggettiva e fedele alla scena che il pittore osserva in quel momento, ossia una battuta di caccia, solitamente svolta nel mese di novembre, a cui partecipava il re e la sua corte. In primo piano si presenta la linea di costa, con un grosso albero che fa da riparo ai popolani rimasti sulla terraferma ad osservare l'evento; la scena principale si svolge sul lago: sullo specchio d'acqua, nel quale si distingue a destra la casina vanvitelliana, una serie di sandoline, tipica imbarcazione ad un solo remo, disposte a cerchio, con l'intento di restringersi facendo volare via le folaghe posate sull'acqua ed offrendo quindi un più facile bersaglio ai cacciatori. Si nota come il sovrano si confonda con il resto della corte, a sottolineare l'intenzione documentaristica della tela.